# Equinacis
|  | Per a altres significats, vegeu «Echinacea». |

Els equinacis (Echinacea) són un superordre d'equinoderms equinoïdeus. Es caracteritzen per la presència d'una testa rígida amb les plaques bucals al voltant de la boca i espines sòlides. A diferència d'altres eriçons de mar, també tenen brànquies. Aquest grup té molts membres i és de distribució cosmopolita.

## Taxonomia
Segons el World Register of Marine Species hi ha 852 espècies en tres ordres:
- Família Glyphopneustidae Smith & Wright, 1993 †
- Ordre Arbacioida Gregory, 1900
- Ordre Camarodonta Jackson, 1912
- Ordre Stomopneustoida Kroh & Smith, 2010

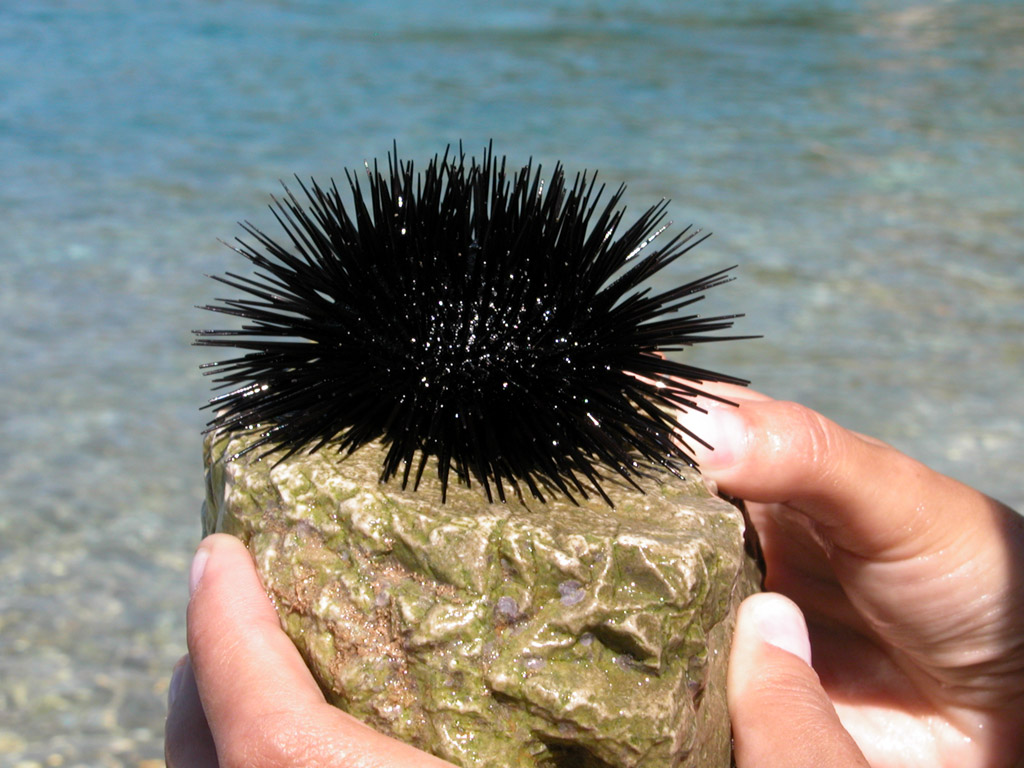
Arbacia lixula, un Arbacioida
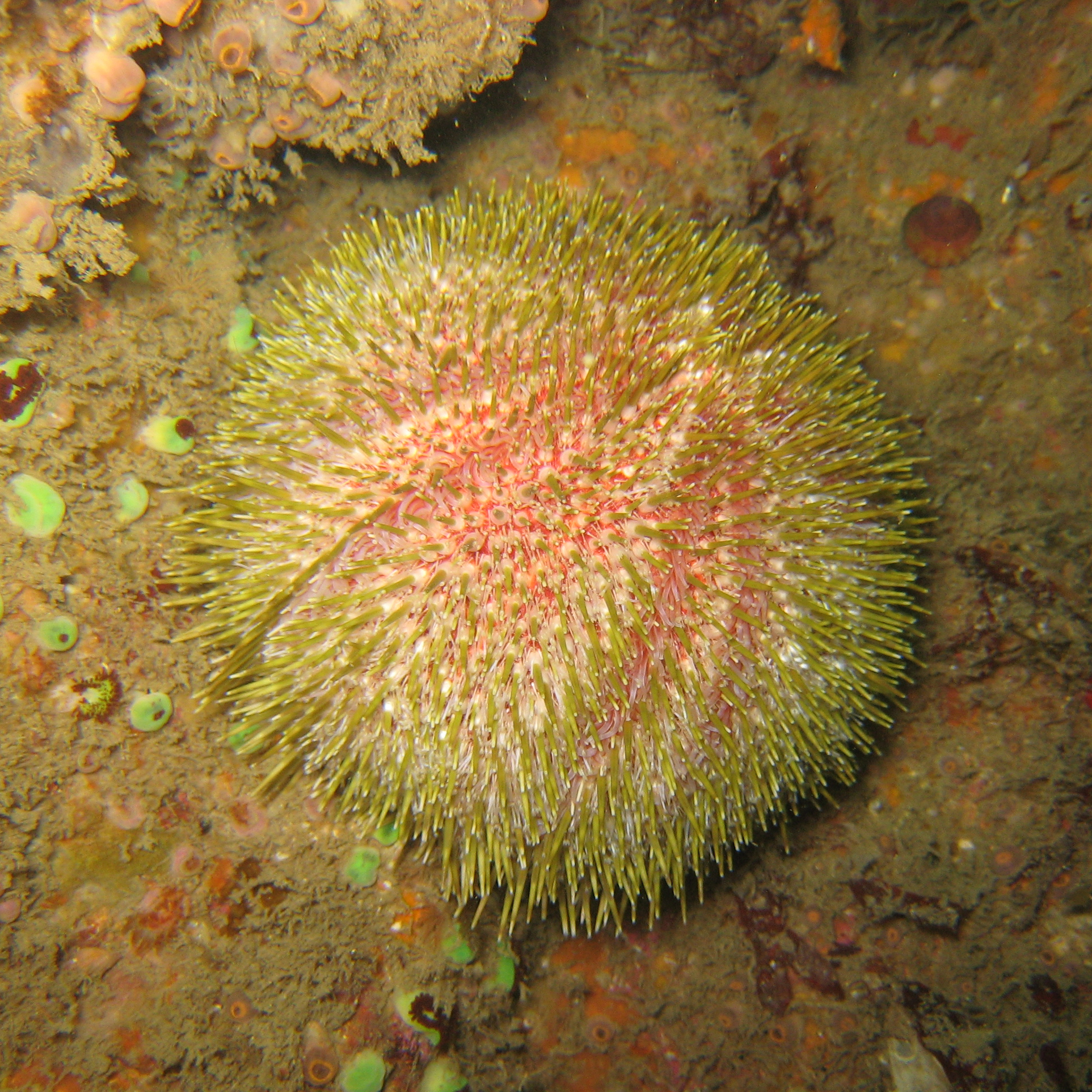
Echinus esculentus, un Camarodonta
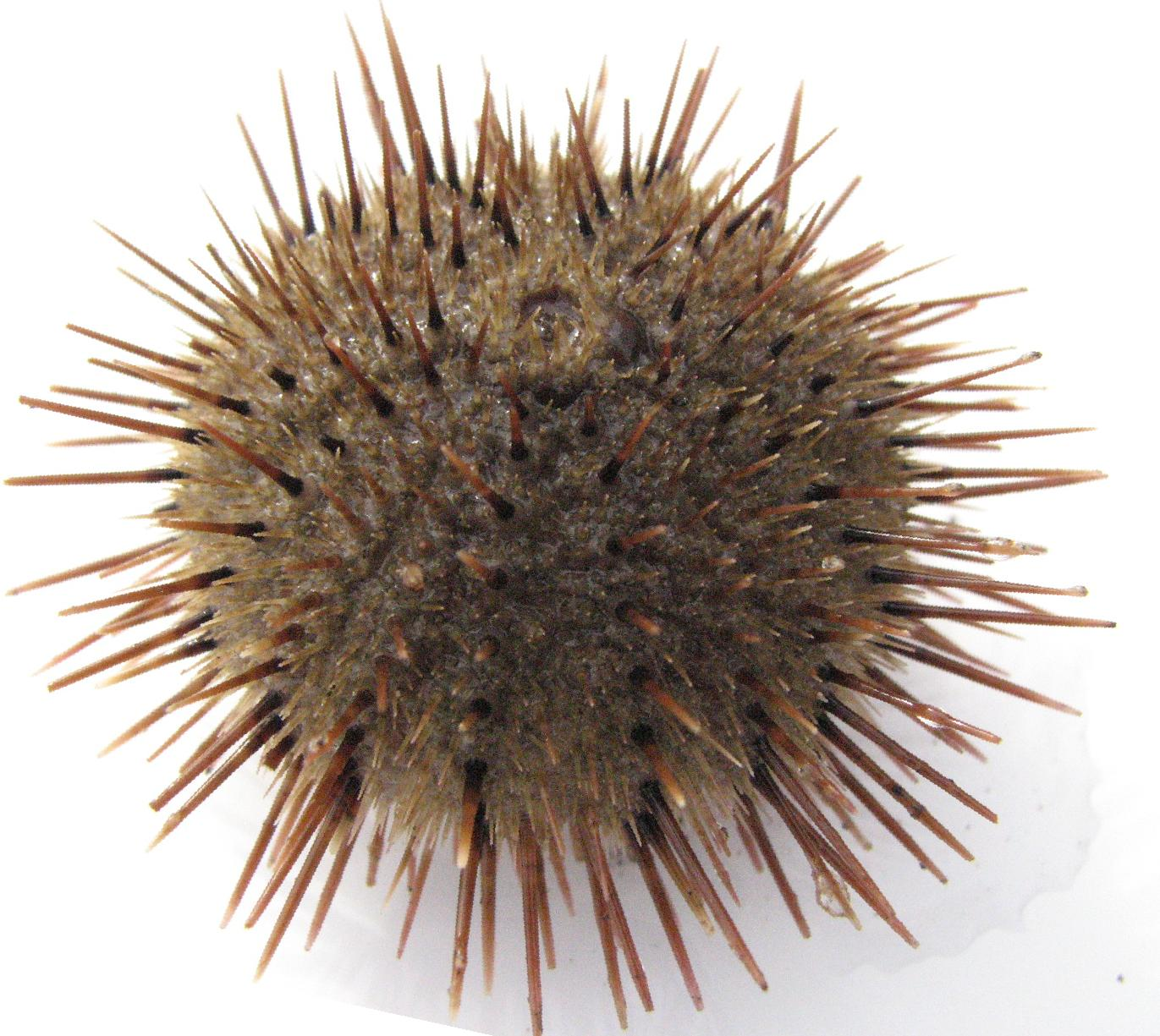
Glyptocidaris crenularis, un Stomopneustoida